# Seltz
Seltz là một xã trong vùng Grand Est, thuộc tỉnh Bas-Rhin, quận Wissembourg (quận), tổng Seltz. Tọa độ địa lý của xã là 48° 53' vĩ độ bắc, 08° 06' kinh độ đông. Seltz nằm trên độ cao trung bình là 115 mét trên mặt nước biển, có độ cao thấp nhất là 107 mét và độ cao nhất là 165 mét. Xã có diện tích 21 km², dân số vào thời điểm 1999 là 2.985 người; mật độ dân số là 142 người/km². Xã cách biên giới Đức khoảng 13 km và 3 km về phía tây của sông Rhein. Khoảng 10 km về phía đông của Seltz là Rastatt (Đức) và khoảng 50 km về phía nam là Strasbourg.

## Thông tin nhân khẩu
| 1962  | 1968  | 1975  | 1982  | 1990  | 1999  |
| ----- | ----- | ----- | ----- | ----- | ----- |
| 2 137 | 2 373 | 2 570 | 2 637 | 2 584 | 2 985 |